# خط لیمن-آلفا
خط لیمن-آلفا (انگلیسی: Lyman-alpha line) که معمولاً با Ly-α نشان داده می‌شود، یک خط طیف نوری هیدروژن (یا به‌طور کلی‌تر هر اتم یک الکترونی) در سری لیمان است. این خط زمانی منتشر می‌شود که الکترون اتمی از حالت n=۲ اوربیتال اتمی به حالت پایه (n = ۱) عبور می‌کند. در این رابطه n برابر با عدد کوانتومی اصلی است. در هیدروژن، طول‌موج آن برابر با ۱۲۱۵٫۶۷ آنگستروم (۱۲۱٫۵۶۷ nm یا ۱٫۲۱۵۶۷×۱۰−۷ m) مطابق با بسامد ۲٫۴۷×۱۰۱۵ Hz است که خط لیمن-آلفا را در بخش فرابنفش (UV) طیف الکترومغناطیسی قرار می‌دهد. به‌طور خاص، خط لیمن-آلفا در فرابنفش خلاء (VUV) جای دارد که با جذب قوی در جو زمین مشخص می‌شود.